# Saison 5 de Saving Hope
Chronologie
Saison 4
Cet article présente le guide des épisodes de la cinquième et dernière saison de la série télévisée canadienne Saving Hope.

## Synopsis
Après un accident de voiture, Charlie Harris, chef du département de chirurgie de l'Hôpital de Hope-Zion à Toronto se retrouve dans le coma. Il découvre qu'il peut se déplacer dans l'hôpital sous forme d'esprit.
Sa fiancée Alex Reid, chirurgienne, tente de le sauver avec l'aide d'autres médecins, dont le chirurgien Joel Goran.

## Distribution

### Acteurs principaux
- Erica Durance (VF : Véronique Desmadryl) : Dr Alex Reid
- Michael Shanks (VF : William Coryn) : Dr Charlie Harris
- Huse Madhavji (en) : Dr Shahir Hamza
- Julia Taylor Ross (en) : Dr Maggie Lin (épisodes 1 à 12)
- Benjamin Ayres (en) : Dr Zachary Miller
- Joseph Pierre (en) : Jackson Wade
- Michelle Nolden : Dr Dawn Bell, ex-femme de Charlie
- Kim Shaw (en) : Dr Cassie Williams (épisodes 1 à 15)

### Acteurs récurrents
- Wendy Crewson : Dr Dana Kinney
- Dejan Loyola : Dr Dev Sekara
- Milton Barnes : Dr Wayne Sharpe
- Greg Calderone : Dr Billy Scott[1] (9 épisodes)
- Trish Fagan : Dr O'Toole (7 épisodes)
- Christopher Jacot (en) : Jonathan (6 épisodes)
- Jarod Joseph : Dr Emanuel Palmer[2] (épisodes 1 à 9)
- Travis Milne : Tom Crenshaw (épisode 1)
- Rebecca Liddiard (en) : Bree Hannigan (épisodes 2, 5 à 7)
- Joe Dinicol : Thomas Leffering[1] (épisodes 4 à 8)
- Jennifer Dale : Martha Reid (épisodes 6, 7 et 9)
- Kristin Lehman : Rachel Carter (épisodes 6 et 7)
- Stacey Farber : Dr Sydney Katz, OB/GYN (épisodes 9 à 12)
- Peter Keleghan : Randall Crane (épisode 9)
- Ben Bass : Doug Reid (épisode 10)
- Don McKellar : Dr Amos Carver (épisodes 13 à 15)
- Missy Peregrym : Layla Rowland (épisodes 14 et 15)
- Peter Mooney : Dr Jeremy Bishop (épisodes 16 à 18)
- Matt Gordon (en) : Liam Quinn (épisode 17)

## Généralités
- Le 17 décembre 2015, la série a été renouvelée pour une cinquième saison[3], qui sera la dernière[4].
- Le tournage a eu lieu d'avril 2016[2] à octobre 2016[4] à Toronto.
- Au Québec, depuis le 3 avril 2017 sur AddikTV ;
- Elle reste inédite dans les autres pays francophones.

## Épisodes

### Épisode 1:Mauvaise alchimie
- Canada : 12 mars 2017 sur CTV[5]
- Québec : 3 avril 2017 sur AddikTV
- France : date inconnue sur Série Club

- Canada : 942 000 téléspectateurs[6] (première diffusion + différé 7 jours)

- Alison Brooks : Ruth Summerville
- Kevin McGarry : Dustin Meyer
- Masa Lizdek : Grace Summerville
- Jarod Joseph : Dr Emmanuel Palmer

### Épisode 2:Crise d'identité
- Canada : 19 mars 2017 sur CTV
- Québec : 10 avril 2017 sur AddikTV

- Rebecca Liddiard : Bree Hannigan
- Oliver Becker : Coach Spirit
- Kevin Alves : Fernando Esperanza
- Jarod Joseph : Dr Emmanuel Palmer

### Épisode 3:Le Blues de l'anniversaire
- Canada : 26 mars 2017 sur CTV
- Québec : 17 avril 2017 sur AddikTV

- Tim Rozon : Spencer Walsh
- Jaeda LeBlanc : Aisha Kai
- Craig Henderson : Garth Blackmore
- Daren A. Herbert : Dion Kai
- Jarod Joseph : Dr Emmanuel Palmer
- Edward Ruttle : Leo Trimmer
- Erica Deutschman : Anna Trimmer

### Épisode 4:Fugue en la mineur
- Canada : 2 avril 2017 sur CTV
- Québec : 24 avril 2017 sur AddikTV

- Joe Dinicol : Thomas Leffering
- Gregory Ambrose Calderone : Dr. Billy Scott
- Pascal Langdale : Todd Groaner
- David Talbot : Cecil
- Emily Pope : Infirmière Katrina
- Jess Salgueiro : Infirmière Cabrera
- Jarod Joseph : Dr Emmanuel Palmer
- Greg Calderone : Dr Billy Scott

### Épisode 5:Opérations secrètes
- Canada : 9 avril 2017 sur CTV
- Québec : 1er mai 2017 sur AddikTV

- Greg Bryk : Danny Kilbride
- Joe Dinicol : Thomas Leffering
- Rebecca Liddiard : Bree Hannigan
- Gregory Ambrose Calderone : Dr. Billy Scott
- Kate Drummond : Joan Kilbride
- Jarod Joseph : Dr Emmanuel Palmer

### Épisode 6:Le Tout nu
- Canada : 16 avril 2017 sur CTV
- Québec : 8 mai 2017 sur AddikTV

- Kristin Lehman : Rachel Carter
- Jennifer Dale : Martha Reid
- Joe Dinicol : Thomas Leffering
- Rebecca Liddiard : Bree Hannigan
- Richard Binsley : Peter Stone
- Cliff Saunders : The Nude Dude
- Jill Frappier : Mrs. White
- Jarod Joseph : Dr Emmanuel Palmer

### Épisode 7:Urgence aux urgences
- Canada : 23 avril 2017 sur CTV
- Québec : 15 mai 2017 sur AddikTV

- Canada : 888 000 téléspectateurs[7] (première diffusion + différé 7 jours)

- Kristin Lehman : Rachel Carter
- Jennifer Dale : Martha Reid
- Joe Dinicol : Thomas Leffering
- Rebecca Liddiard : Bree Hannigan
- Jarod Joseph : Dr Emmanuel Palmer
- Bahia Watson : Violet Jackson
- Brandon Oakes : Eli King

### Épisode 8:La Place du chef
- Canada : 30 avril 2017 sur CTV
- Québec : 22 mai 2017 sur AddikTV

- Lara Jean Chorostecki : Claudia
- Spiro Malandrakis : Mario
- Joe Dinicol : Thomas Leffering
- Gregory Ambrose Calderone : Dr. Billy Scott
- Jarod Joseph : Dr Emmanuel Palmer
- Christopher Jacot (en) : Jonathan

### Épisode 9:Souvenirs du passé
- Canada : 7 mai 2017 sur CTV
- Québec : 29 mai 2017 sur AddikTV

- Kenneth Welsh : Wilfred Jennings
- Peter Keleghan : Randall Crane
- Jennifer Dale : Martha Reid
- Gregory Ambrose Calderone : Dr. Billy Scott
- Sydney Meyer : Rebecca Friedman
- Jarod Joseph : Dr Emmanuel Palmer
- Stephen Arbuckle : Spirit Blake

### Épisode 10:Deux sœurs
- Canada : 8 juin 2017 sur CTV[8]
- Québec : 5 juin 2017 sur AddikTV

- Canada : 831 000 téléspectateurs[9] (première diffusion + différé 7 jours)

- Ben Bass : Doug Reid
- Stacey Farber : Dr. Sydney Katz
- T.J. McGibbon : Vicky Avery
- Josette Halpert : Erin Avery
- Jonathan Higgins : Mr. Avery
- Sofia Banzhaf : Olivia
- Gregory Ambrose Calderone : Dr. Billy Scott

### Épisode 11:Un fantôme touchant
- Canada : 15 juin 2017 sur CTV
- Québec : 12 juin 2017 sur AddikTV

- Canada : 932 000 téléspectateurs[10] (première diffusion + différé 7 jours)

- Stephen Arbuckle : Spirit Blake
- Christopher Jacot (en) : Jonathan
- Matthew Lemche : Bart Dolson
- Teresa Pavlinek : Trudy
- Stacey Farber : Dr. Sydney Katz

### Épisode 12:Tours de magie
- Canada : 22 juin 2017 sur CTV
- Québec : 19 juin 2017 sur AddikTV

- Canada : 814 000 téléspectateurs[11] (première diffusion + différé 7 jours)

- Joe Cobden : Abbadon
- Ari Cohen : Arnie Storms
- Jenny Young : Kimberly Storms
- Stacey Farber : Dr. Sydney Katz
- Claire Lautier : Antonella Markos
- Christopher Jacot (en) : Jonathan
- Jenny Young : Kimberly Storms
- Claire Lautier : Antonella Markos
- Alice Snaden : Poppy Markos
- Lisa Bunting : Rose Carver

### Épisode 13:Violentes enfances
- Canada : 29 juin 2017 sur CTV
- Québec : 26 juin 2017 sur AddikTV

- Canada : 897 000 téléspectateurs[12] (première diffusion + différé 7 jours)

- Don McKellar : Dr. Amos Carver
- Gregory Ambrose Calderone : Dr. Billy Scott
- Alain Goulem : Elias
- Jonathan Koensgen : Officer Austin Bauer
- Owen Maggs : Hunter Rush
- Trish Fagan : Dr. O'Toole
- Kevin Bundy : Greg Rush
- Cynthia Preston : Lindsay Rush
- Mena Massoud : Justin Srinivasan

### Épisode 14:Mythe ou réalité
- Canada : 6 juillet 2017 sur CTV
- Québec : 3 juillet 2017 sur AddikTV

- Canada : 888 000 téléspectateurs[13] (première diffusion + différé 7 jours)

- Kevin Walker : Noel
- Rob Stewart : Mr. Salt
- Adrianna Di Liello : Iris Salt
- Milton Barnes : Dr. Wayne Sharpe
- Missy Peregrym : Layla Rowland
- Don McKellar : Dr. Amos Carver
- James Preston Rogers : Jake Bugle
- Trek Buccino : Dom Salt

### Épisode 15:Enquête interne
- Canada : 13 juillet 2017 sur CTV
- Québec : 10 juillet 2017 sur AddikTV

- Canada : 708 000 téléspectateurs[14] (première diffusion + différé 7 jours)

- Soma Chhaya : Falak Ali
- Anusree Roy : Anjali Vrnassi
- Hardee T. Lineham : Board Member
- Joan Gregson : Mrs. Crace

### Épisode 16:La Famiglia
- Canada : 20 juillet 2017 sur CTV
- Québec : 17 juillet 2017 sur AddikTV

- Canada : 997 000 téléspectateurs[15] (première diffusion + différé 7 jours)

- Peter Mooney : Dr. Jeremy Bishop
- Christopher Jacot (en) : Jonathan
- Soma Chhaya : Falak Ali
- Nicola Correia-Damude : Adara Ali
- Gregory Ambrose Calderone : Dr. Billy Scott
- James Preston Rogers : Jake Bugle
- Lucy Filippone : Santina Vanelli
- Isabella Leo : Bianca Vanelli
- Sandra Battaglini : Zia Maria Vanelli
- John Paul Ruttan : Jacob Miller
- Jake Bell-Webster : Oliver Miller

### Épisode 17:Un mariage peut en cacher un autre
- Canada : 27 juillet 2017 sur CTV
- Québec : 24 juillet 2017 sur AddikTV

- Canada : 913 000 téléspectateurs[16] (première diffusion + différé 7 jours)

- Matt Gordon : Liam Quinn
- Gregory Ambrose Calderone : Dr. Billy Scott
- Jason Blicker : Randy Rogen
- Gwenlyn Cumyn : Nadine
- Trish Fagan : Dr. O'Toole

### Épisode 18:L'espoir fait vivre
- Canada : 3 août 2017 sur CTV
- Québec : 31 juillet 2017 sur AddikTV

- Canada : 1,13 million de téléspectateurs[17] (première diffusion + différé 7 jours)

- Christopher Jacot (en) : Jonathan
- Jason Blicker : Randy Rogen
- Dempsey Bryk : Joseph Woods
- Alden Adair : Ryan Hines
- Nicole Fraissinet : Charlotte Harris
- Paul Popowich : Luke Harris